# Drumul european E604
Drumul european 604 (E604) este un drum care leagă Tours de Vierzon, în Franța.

## Traseu
| Franța |                 |         |                              |
|        | Traseu          |         | Intersecții Drumuri Europene |
| A85    | Tours - Vierzon | Tours   | E05 E60 E502                 |
| A85    | Tours - Vierzon | Vierzon | E09 E11                      |